# Maria Jacoba Ommeganck
Maria Jacoba Ommeganck (Antwerpen, 1760 – aldaar, 16 december 1849) was een Belgisch kunstschilderes uit het neoclassicisme, gespecialiseerd in voorstellingen met vee.

## Persoonsgegevens
Ommeganck werd geboren te Antwerpen in 1760 en er gedoopt op 14 augustus van dat jaar. Ze was een dochter van Paulus Ommeganck en Barbara Laenen en zuster van kunstschilder Balthasar Paul Ommeganck (1755-1826). In mei 1786 trouwde ze met kunstschilder Hendrik Arnold Myin (1760-1826). Maria Jacoba Ommeganck overleed te Antwerpen op 16 december 1849.

## Levensloop
Maria Jacoba Ommeganck, hoogstwaarschijnlijk leerlinge van haar beroemde broer, beoefende het kunstschilderen als voortreffelijke dilettante. In 1788 was ze medestichteres van de Antwerpse Konstmaetschappije “tot Nut, Baet en Dienst”. Tot de medestichters behoorden verder onder meer haar broer, Hendrik De Cort, Hendrik Arnold Myin, Frans Balthasar Solvyns, Pieter Faes, Mathias Van Bree en Marten Waefelaerts.
In 1789 exposeerde ze in een groepstentoonstelling van die vereniging die plaats had in de Zaal der Schermersgilde nabij de Sint-Joriskerk te Antwerpen. Ze stelde er “Weide met boeren, ossen en schapen”, “Koeien op de weide bij zonsondergang” en “Koeien op de weide” tentoon. Haar oeuvre lag helemaal in de lijn van dat van haar broer.
- Biografisch Portaal: 05087642
- RKD-Nederlands Instituut voor Kunstgeschiedenis: 60555
- Union List of Artist Names: 500051734
- Virtual International Authority File: 96026141